# セジェスタ

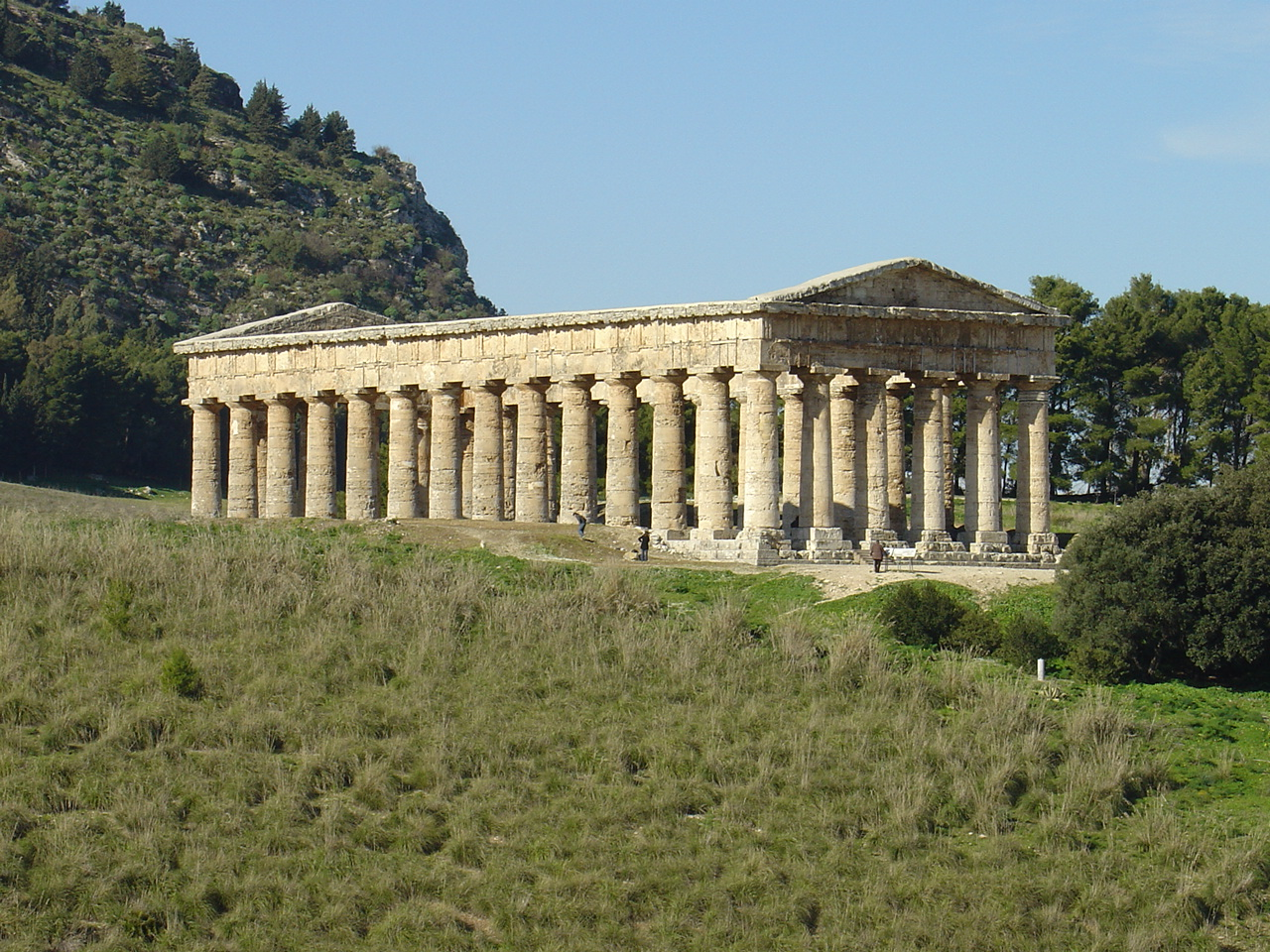
神殿

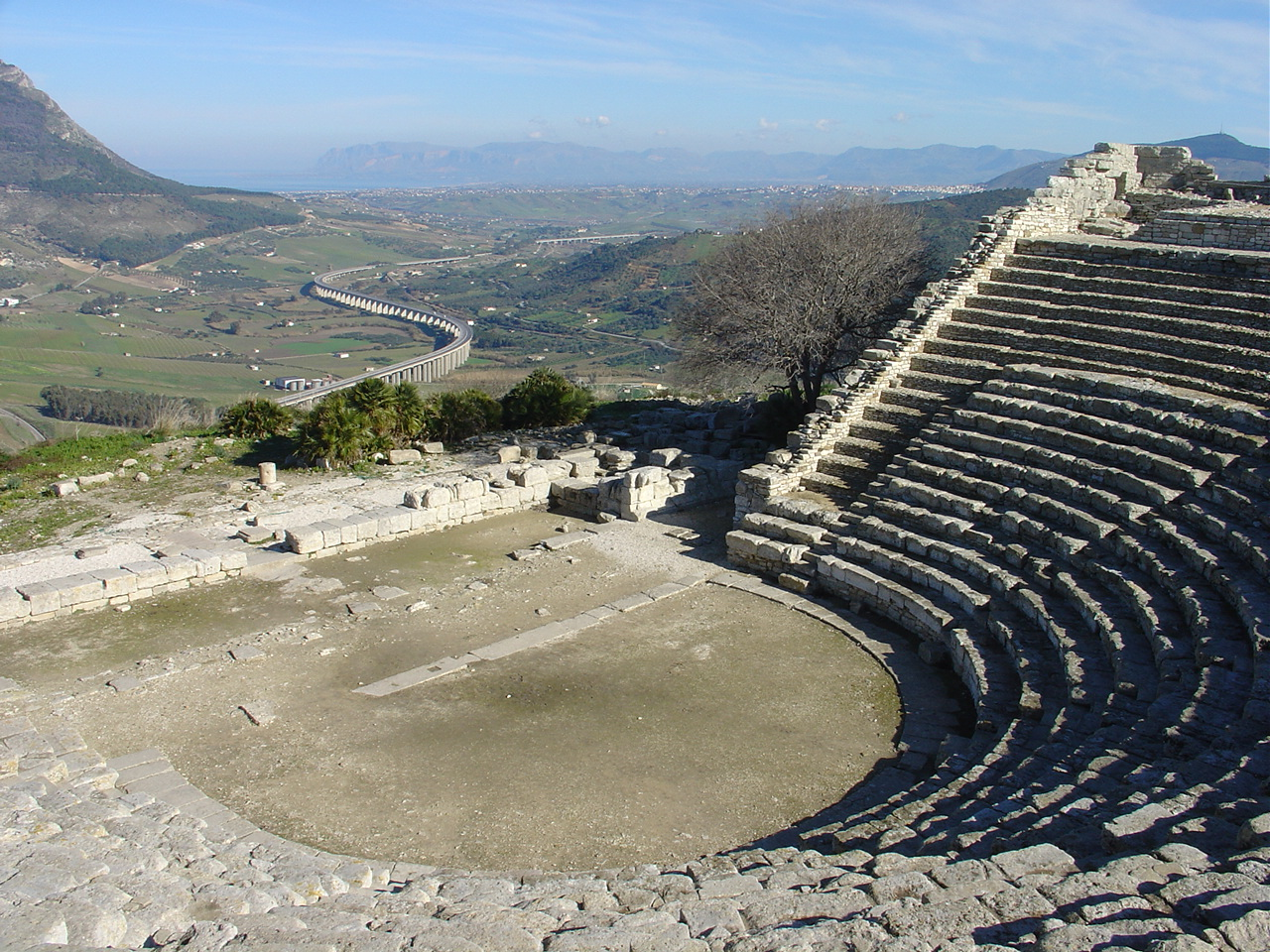
劇場

セジェスタ (Segesta) は、 イタリアシチリア州トラーパニ県カラタフィーミ＝セジェスタにある古代ギリシアの都市の遺跡である。

## 歴史
エリミ人（エリモイ人）によって建てられたとされる。ギリシア植民市セリヌス（現在のマリネラ・ディ・セリヌンテ）と長期に渡って対立した。最初の衝突は紀元前580年-576年にかけて起こり、紀元前454年にも両都市は衝突した。紀元前415年にはギリシアのアテネに援助を求めており、これがアテネのシチリア遠征を招くことになった。紀元前5世紀に建てられた神殿跡が残る。 